# Santa Maria in Cosmedin
Santa Maria in Cosmedin o de Schola Graeca és una basílica a la plaça de la Bocca della Verità de Roma (Itàlia).

## Història
El lloc que ocupa la basílica, entre el Tíber, el Forum Boarium i el Circ Màxim, era en temps de l'imperi un magatzem de cereals anomenat Statio Annonae. Per construir la basílica se'n van aprofitar les columnes del magatzem.
Amb anterioritat però, en aquest lloc hi havia l'Ara Maxima d'Hèrcules, santuari destinat a garantir el comerç, satisfent les necessitats religioses dels mercaders estrangers que vivien en aquella zona.

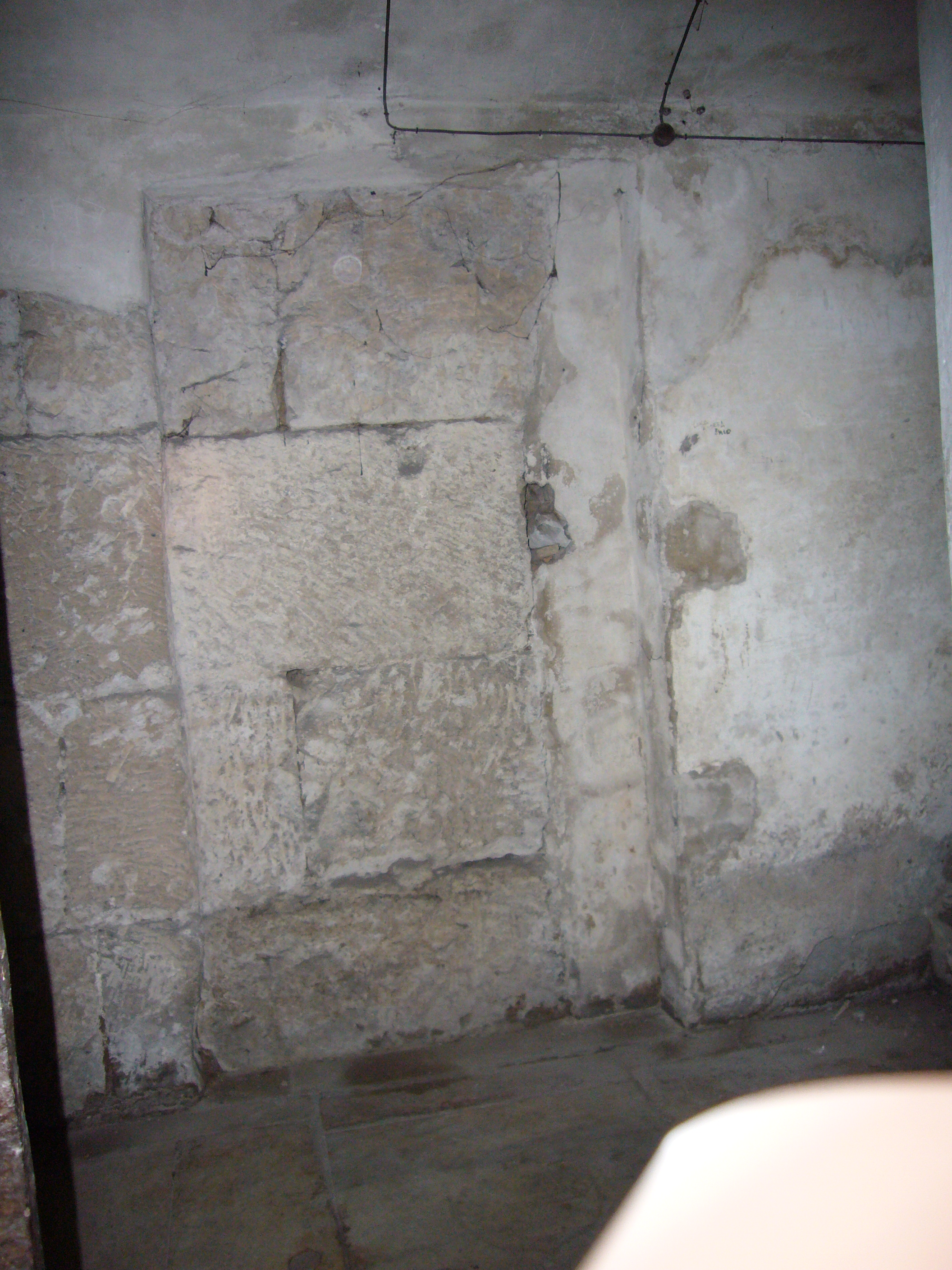
Blocs de roca de tuf pertanyents als murs de la base del temple d'Hèrcules incorporades avui a la cripta de la basílica de Santa Maria

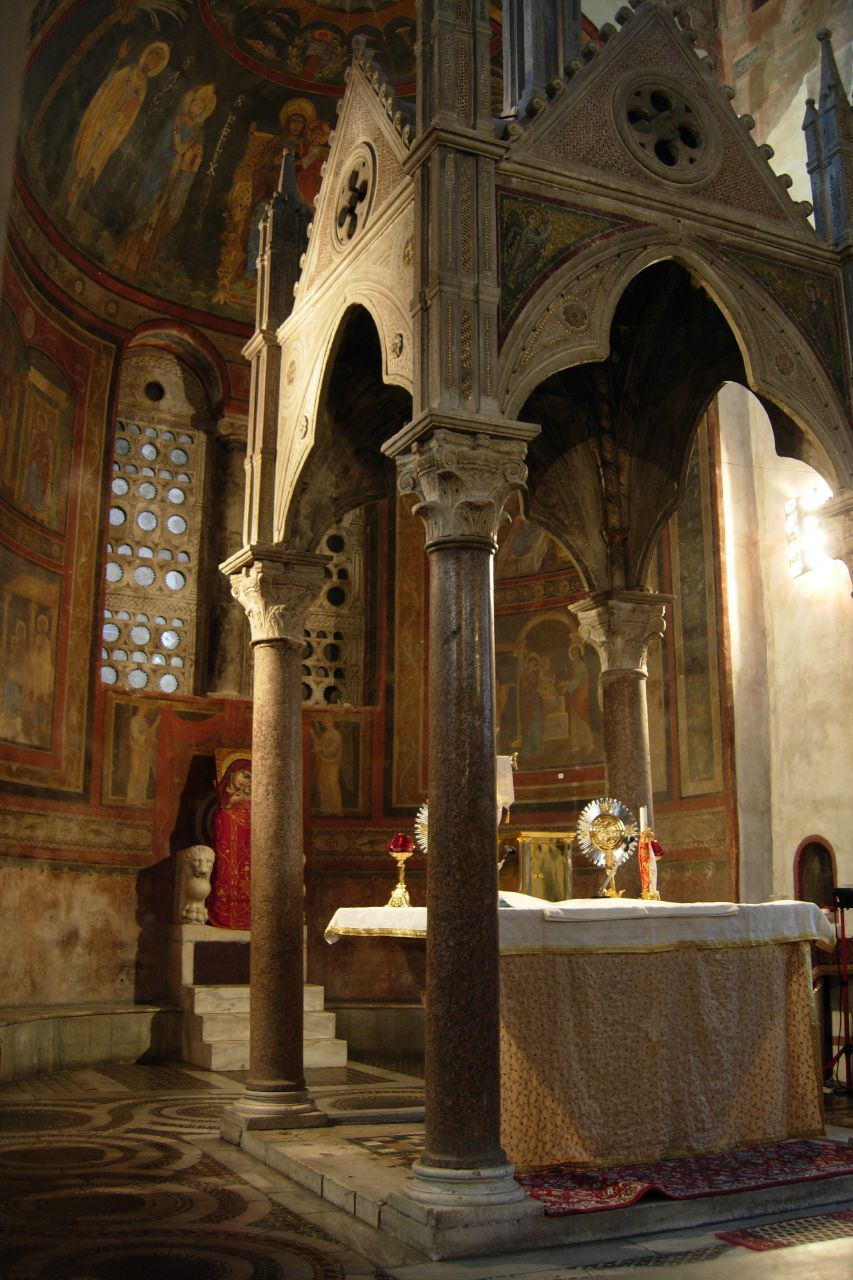
Altar del l'església de Santa Maria, de culte catòlic

Vitruvi, en un escrit del segle i aC, esmenta un temple de planta rectangular situat a l'entrada del Circ Màxim i dedicat a Hèrcules invicte també dit Pompeià.
Al segle vi l'administració d'aliments (annona) i els edificis veïns es van convertir en la seu d'una diaconia, estructura eclesial destinada a garantir ajuda als feligresos. A començaments de segle vii, una església adjunta a la diaconia es va començar a construir per ordre del papa Gregori I, la família del qual tenia grans possessions a la zona.
El Papa Adrià I la va fer reconstruir a finals del segle viii, amb una ampliació que incorporava bona part de l'antiga annona. Amb aquestes obres quedava dividida en tres naus i resultava millorada en la decoració. Els oficis religiosos i el manteniment van ser confiats a una comunitat de monjos grecs que s'havien refugiat a Roma després de les persecucions dels iconoclastes, per això també es coneix amb el nom de Santa Maria in Schola Greca, i més endavant Santa Maria in Cosmedin, que ve de la paraula grega kosmidion (ornament).
A diferència de la majoria d'esglésies romanes d'aquest període, no està construïda sobre la tomba d'un màrtir, tot i que la basílica té una cripta.
Durant el pontificat de papa Nicolau I (858-867), es va afegir una sagristia, un oratori i una residència diaconal. El Papa Gelasi II el 1118 va fer reparar alguns danys soferts per l'estructura gairebé cent anys abans durant la invasió dels normands el 1082 amb Robert Guiscard. El 112 el papa Calixt II va afegir un pòrtic.
L'església va ser novament restaurada el 1718 amb l'arquitecte Giuseppe Sardi que va transformar l'estil romànic en rococó; però aquesta reforma va ser anul·lada el 1899 per G.B. Giovenale eliminant els elements barrocs i tornat l'aspecte romànic original.
En aquesta església van ser elevats a la seu pontifícia els papes Gelasi II, Celestí III i l'antipapa Benet XIII.

## Estructura

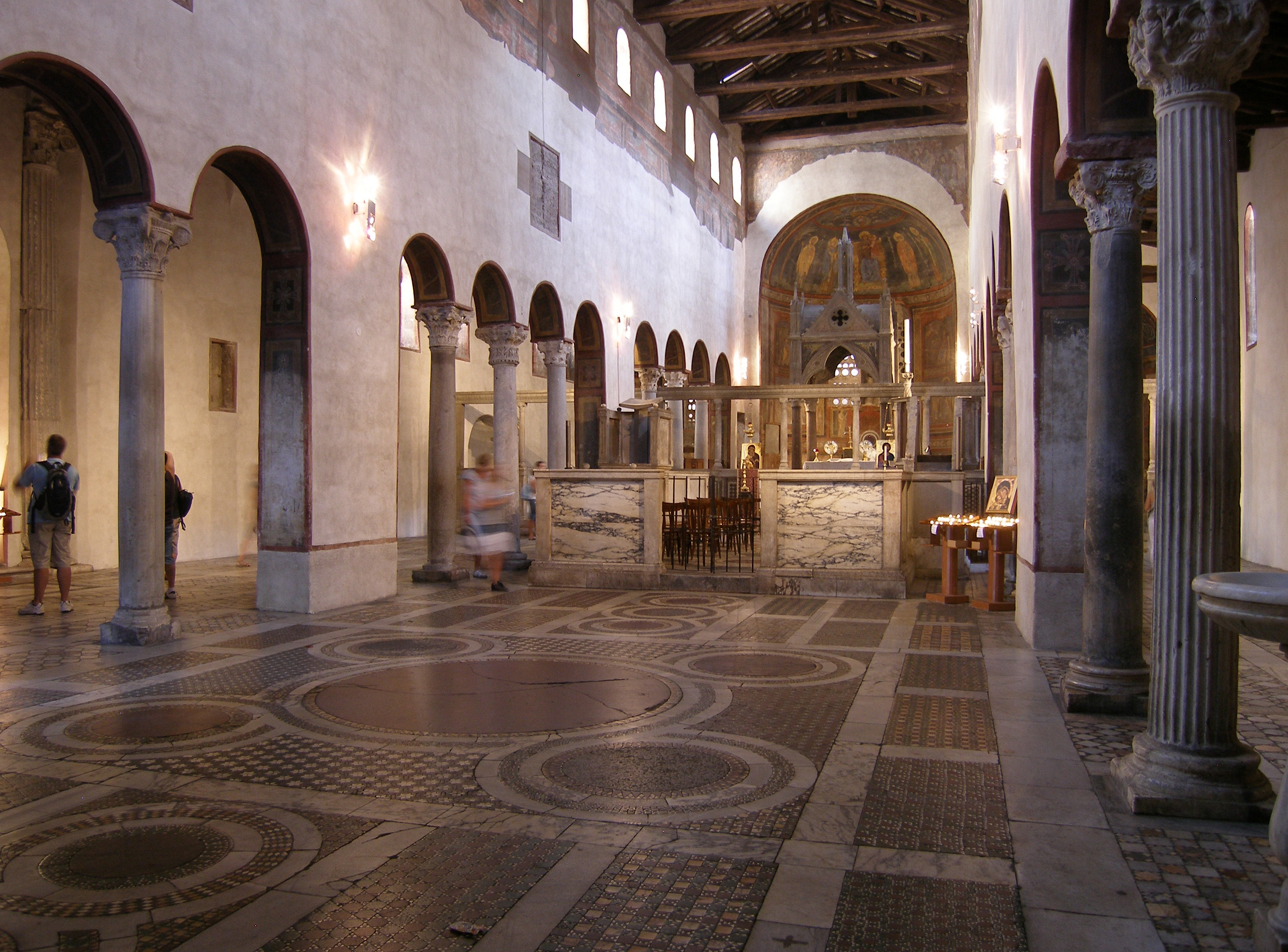
Interior del la basílica

A la façana està el pòrtic de set arcs que se superposen. Cap a la dreta de l'observador hi ha el campanar romànic que data del segle xii que té una alçada de set pisos amb finestres geminades.
Sota el pòrtic hi ha un monument a Alfano, que va supervisar per encàrrec del papa Calixt II la restauració de l'església.
L'interior de l'església té tres naus separades per pilars i divuit columnes d'orígens diversos. El sostre és de fusta, mentre que el terra està guarnit amb esmalts i mosaics d'or a l'estil "cosmatesc", així com superfícies de marbre, polides pel transcurs del temps. El cor, just al centre de la nau principal i a sobre es pot admirar la càtedra episcopal. A l'altar major destaca un "baldaquí" gòtic obra de Deodato Cosmati. Tot l'altar és de granit roig recobert el 1123.

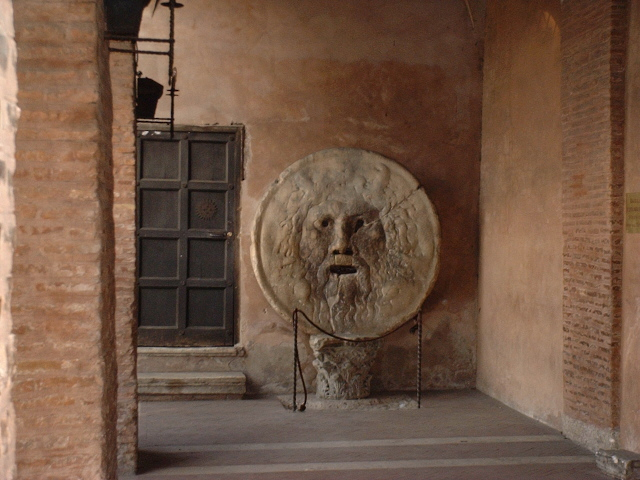
La Bocca della Verità

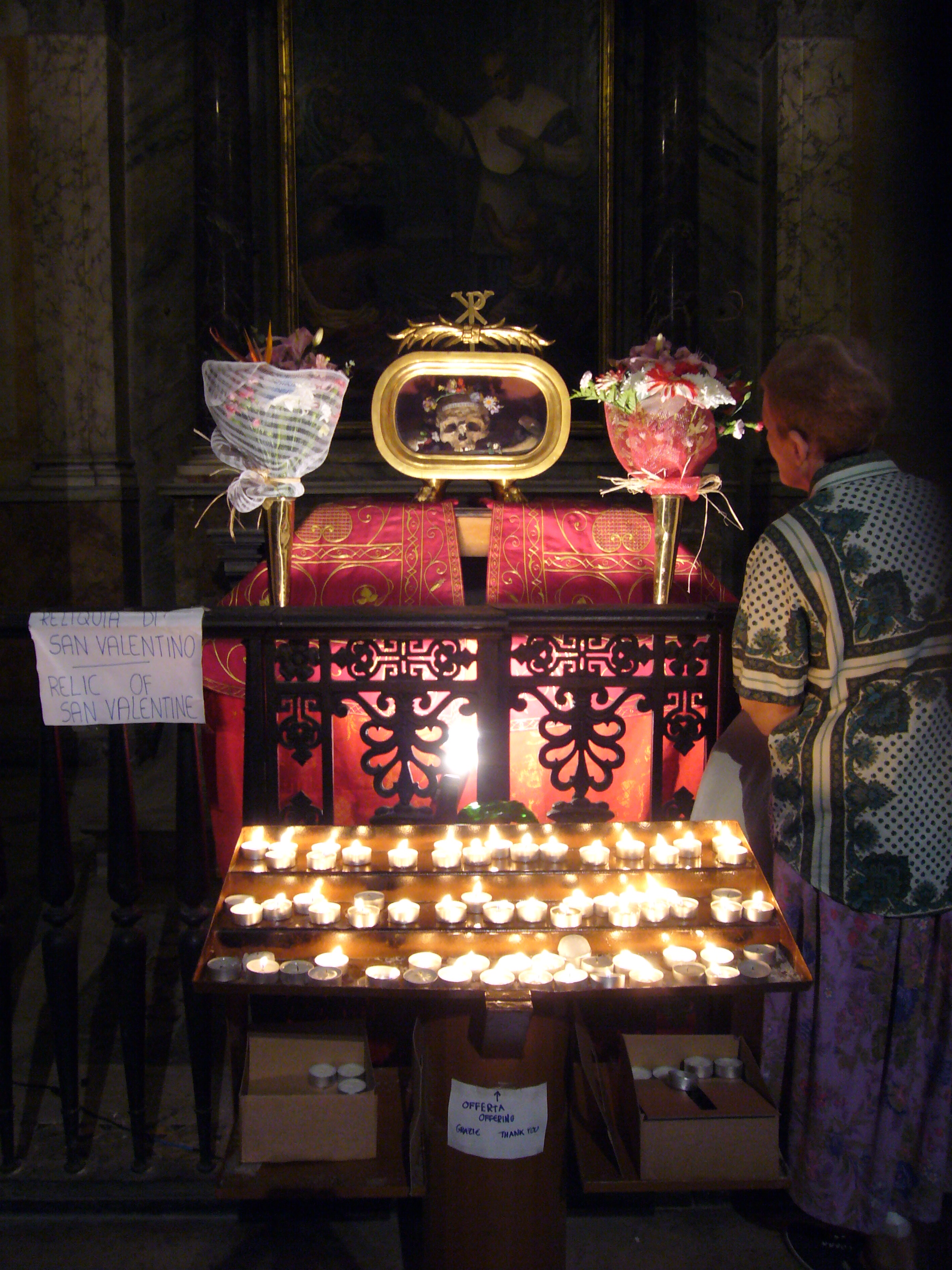
Reliquiari de sant Valentí

Incrustada en la paret, a l'esquerra del pòrtic, està la famosa Bocca della Verità. Es tracta d'un fragment d'un antic edifici del segle IV a C i que probablement devia tenir la funció de desaiguar en cas d'acumulacions d'aigües de pluja. A l'interior hi ha un reliquiari que conté un crani atribuït a un sant Valentí. Aquest podria no ser sant Valentí de Roma venerat el 14 de febrer, sinó un màrtir homònim.
També s'hi guarda la relíquia del cap d'Adautto, sant màrtir de Roma. Adautto, molt probablement, sigui el màrtir que juntament amb Felix havia estat sepultat en una cripta al cementiri de Commodilla a la vora de la via Ostiense. El Papa Sirici I (384-399) va fer construir una petita basílica sobre llur tomba. Més tard el papa Lleó IV (847-855) va donar les relíquies a Ermengarda, esposa del rei Lotari I i finalment es va guardar a Santa Maria in Cosmedin.
Dins l'església hi ha un llistat de caps de màrtirs: Angelo el jove, Benet, Benigne, Càndida, Càndid, Concòrdia, Desiri, Desideri, Julià, Hipòlit, Plàcid, Romà i Valentí. Segons un inventari del 1870 el llistat s'amplia amb: Adrià, Amèlia, Antonino, Clemenza, Generós, Octavi i Patrici. Finalment, els informes s'esmenta la cama d'Olímpia i la de Sant Joan Baptista de Rossi.
A la sagristia es conserva un preciós fragment d'un mosaic que representa l'Epifania, i que anteriorment pertanyia a la Basílica de Sant Pere.

## El paviment cosmatesc

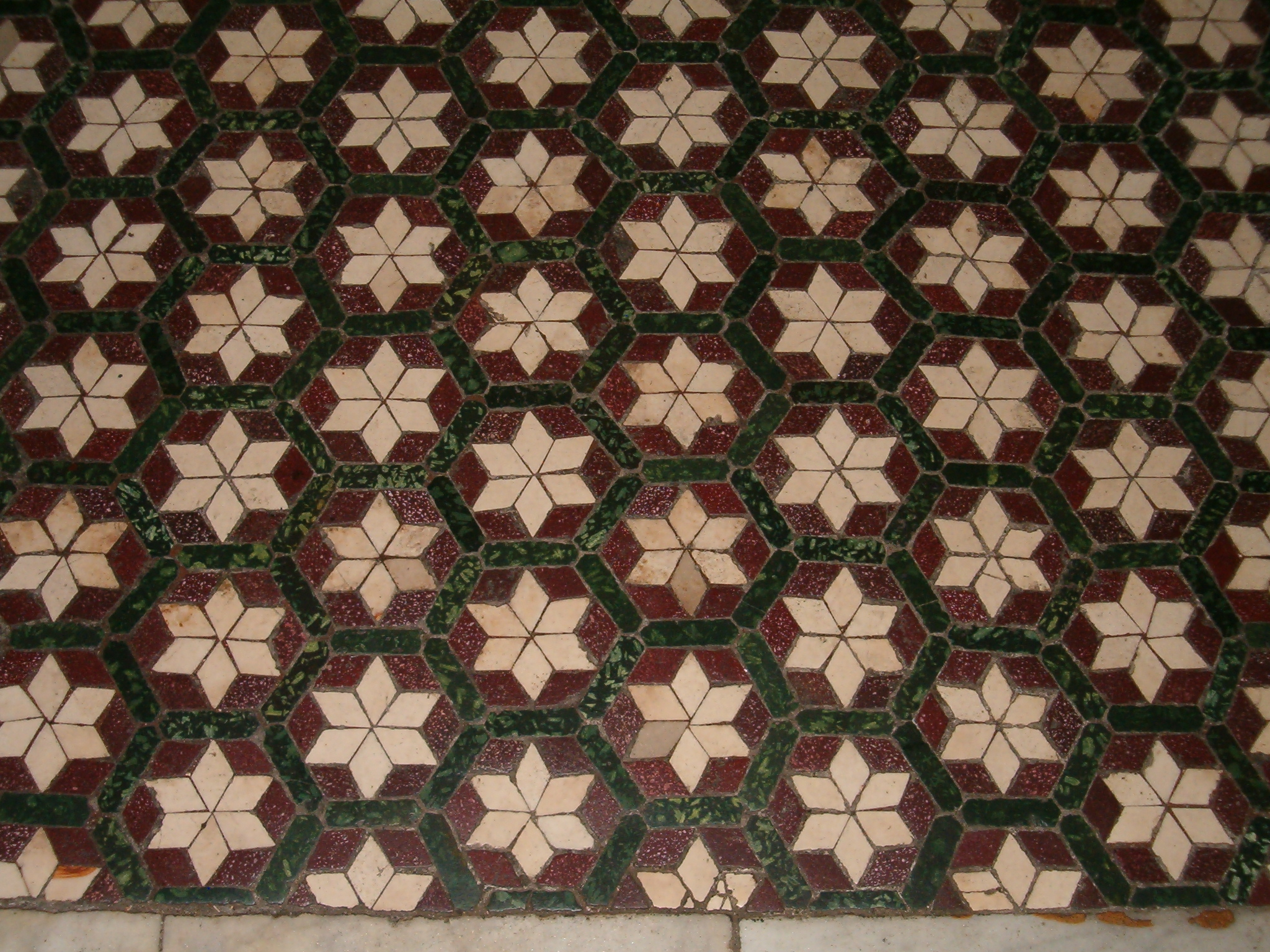
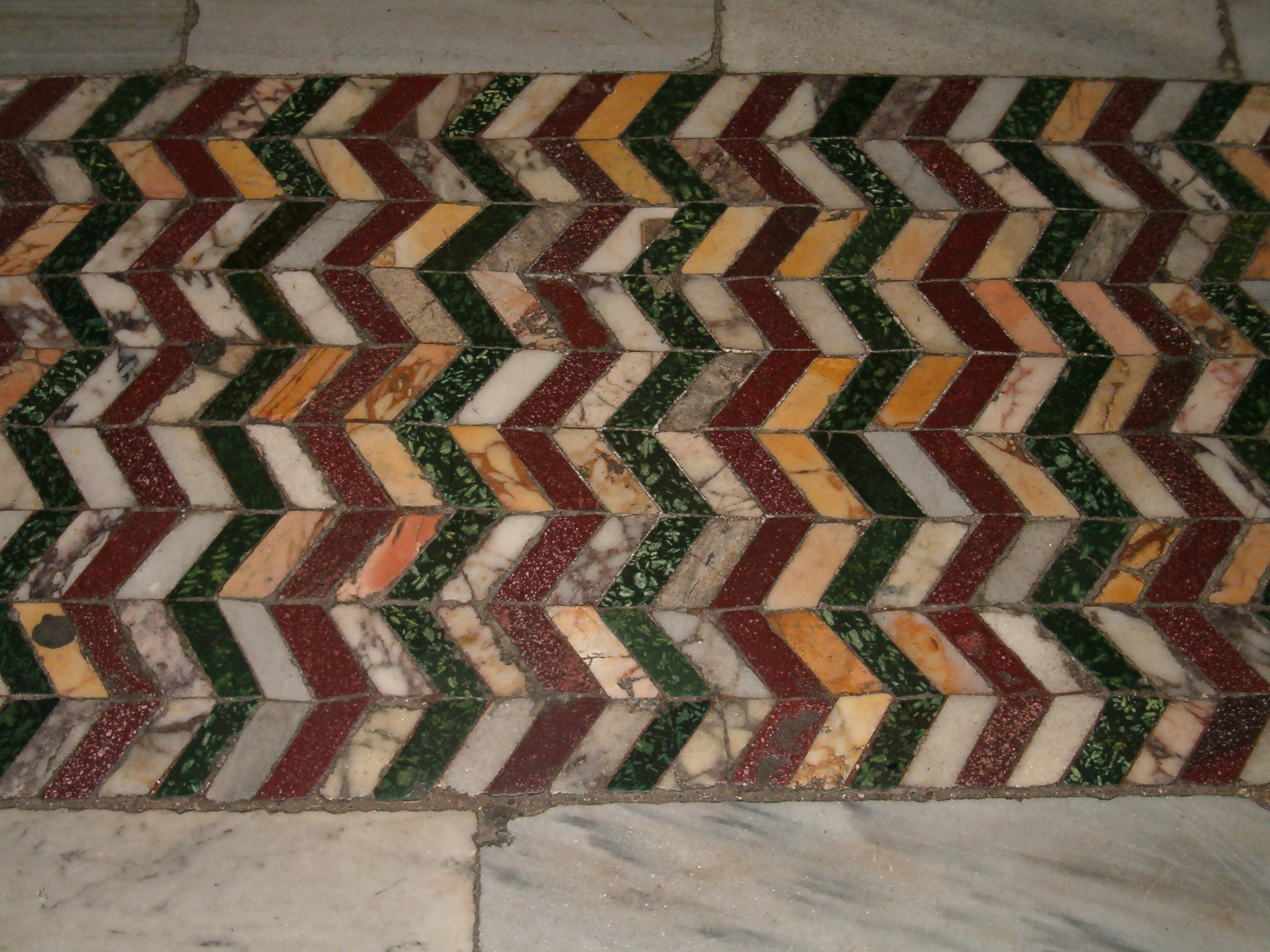
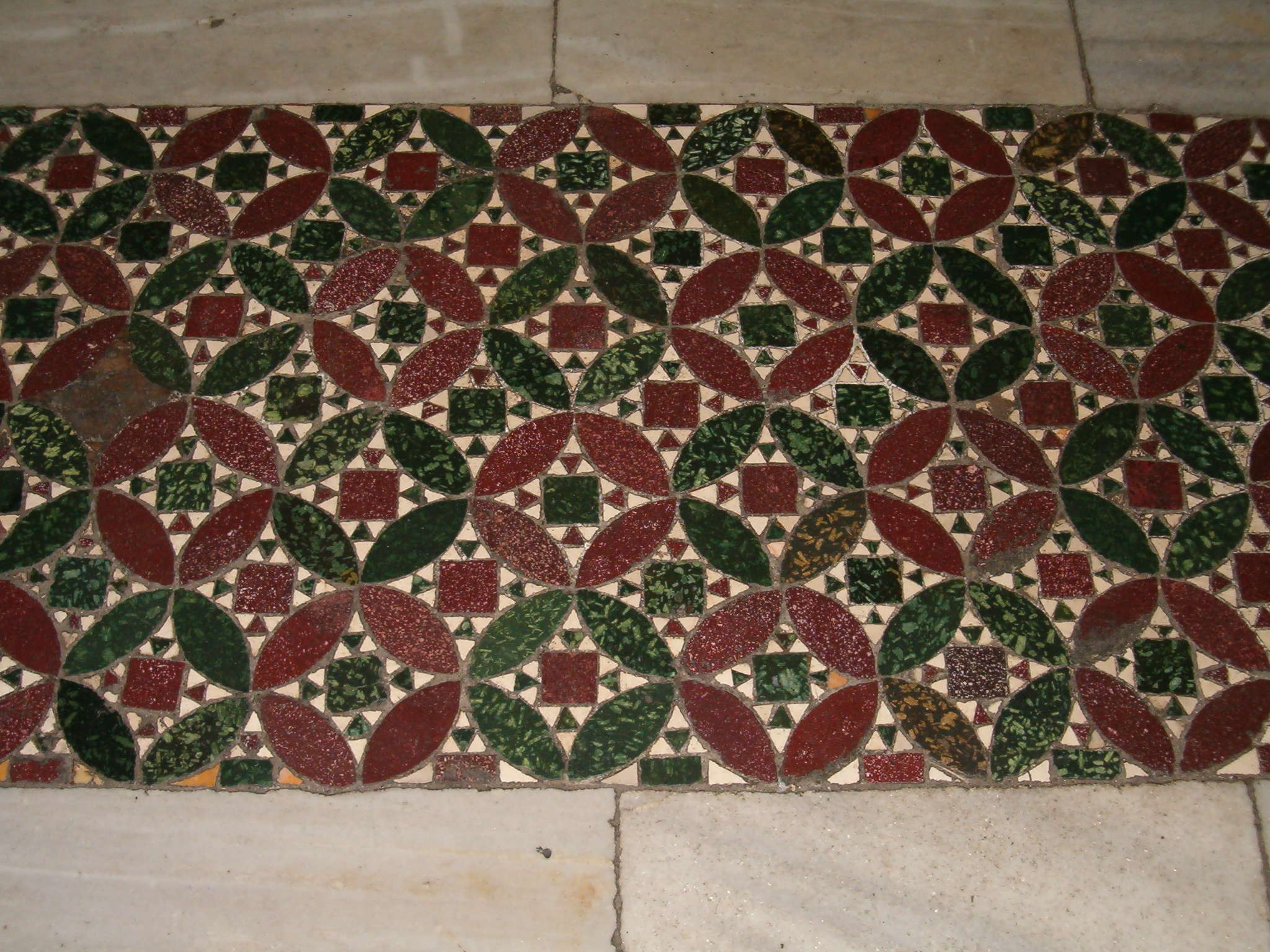
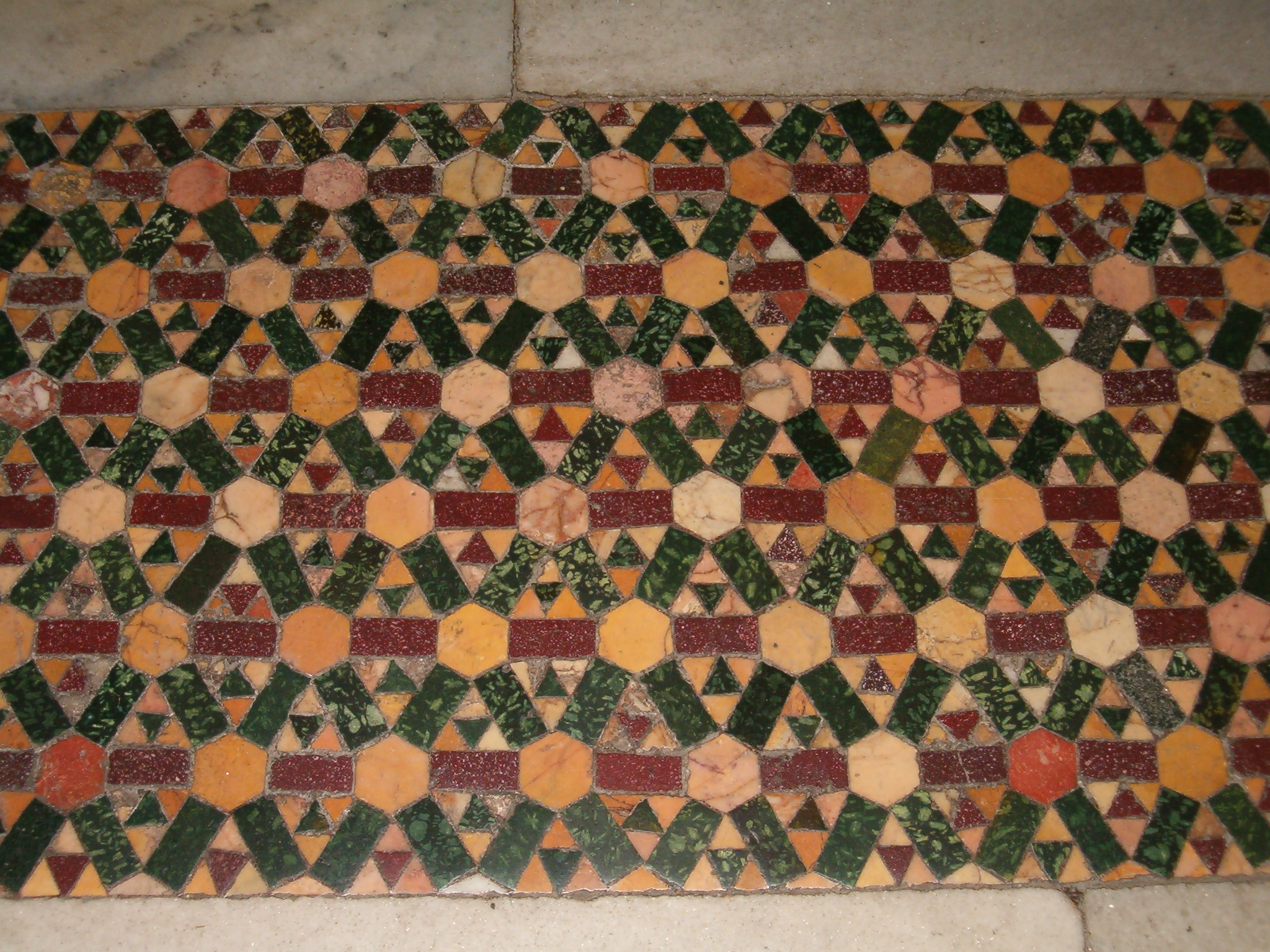
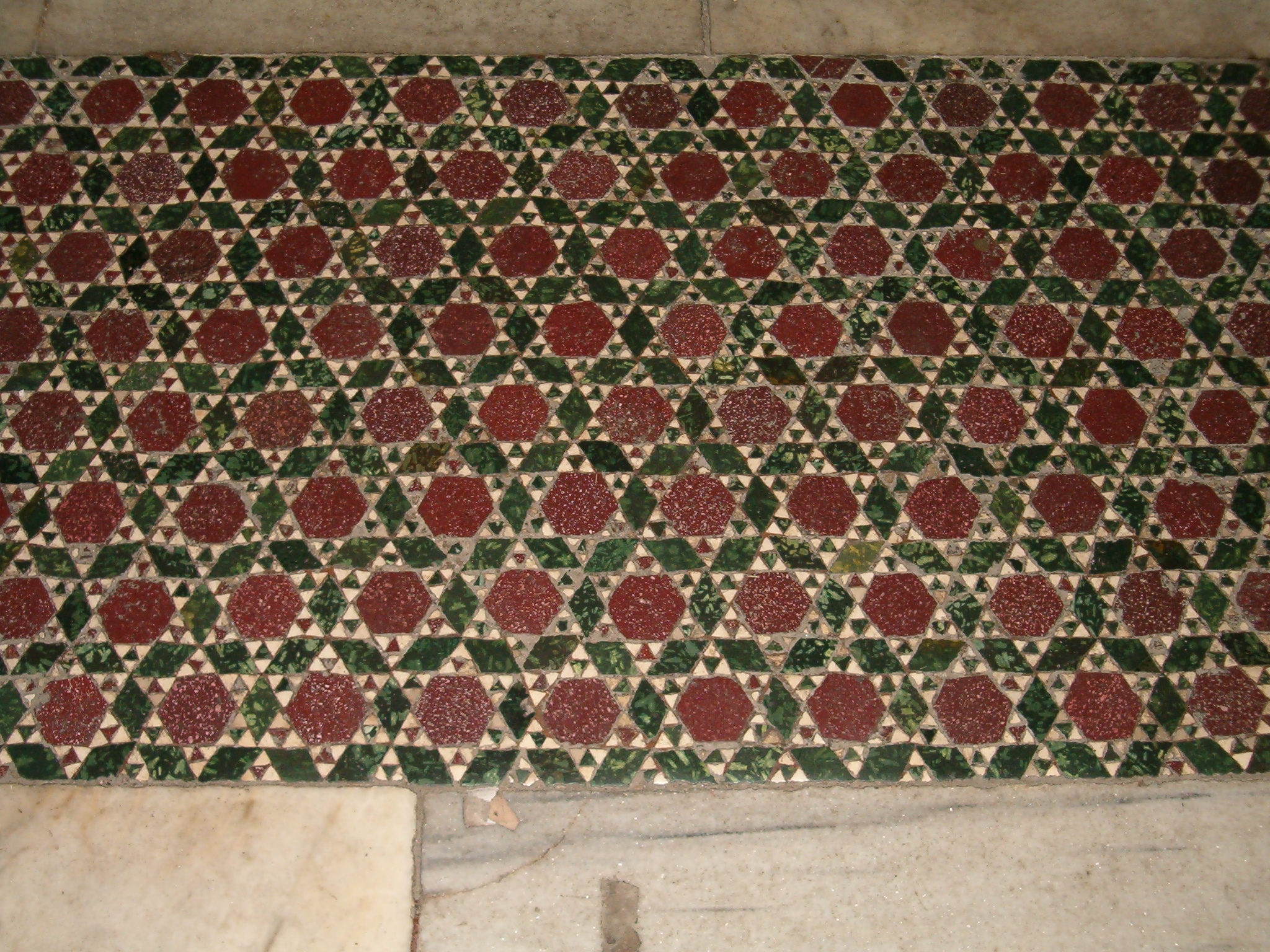
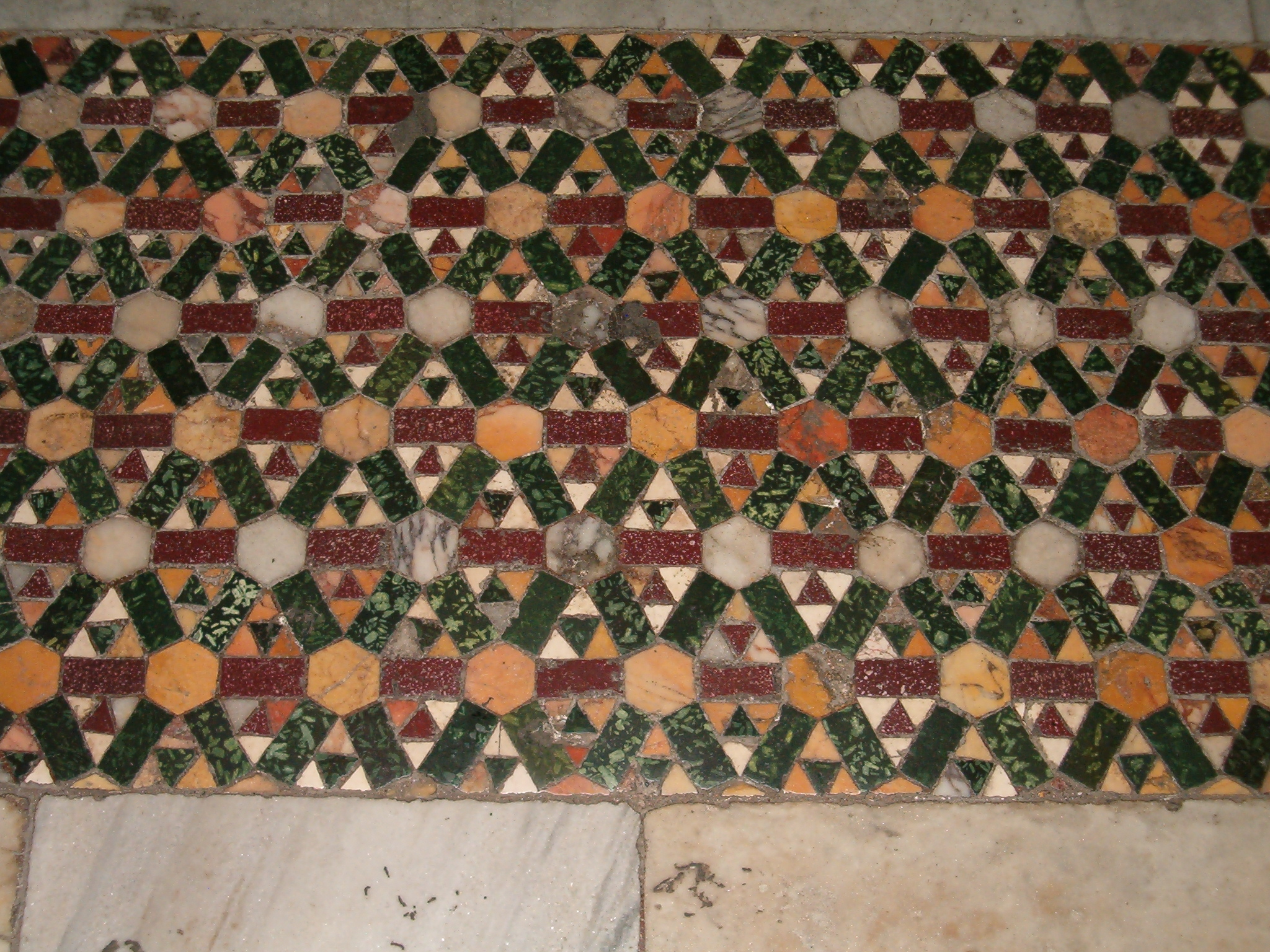
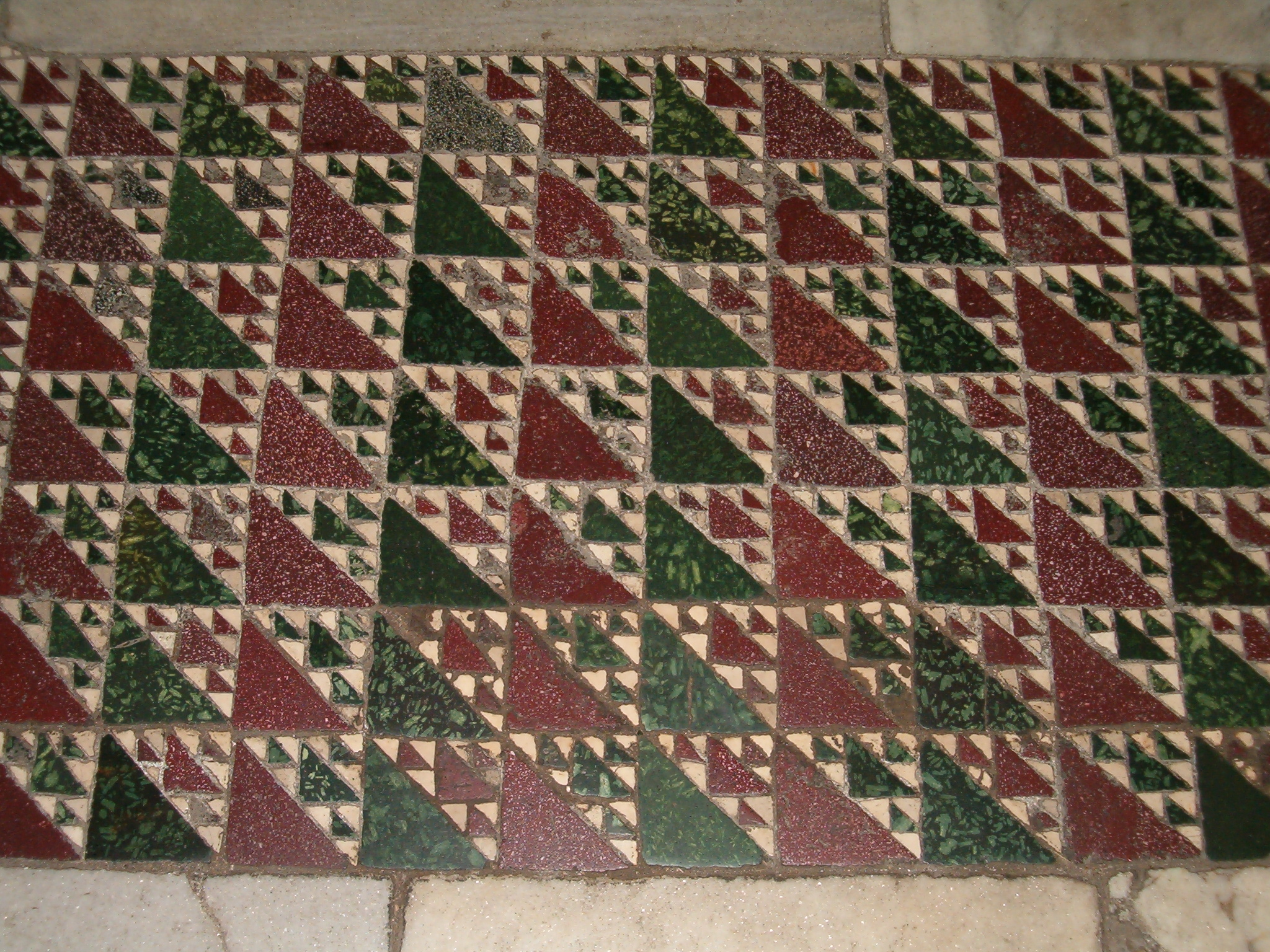
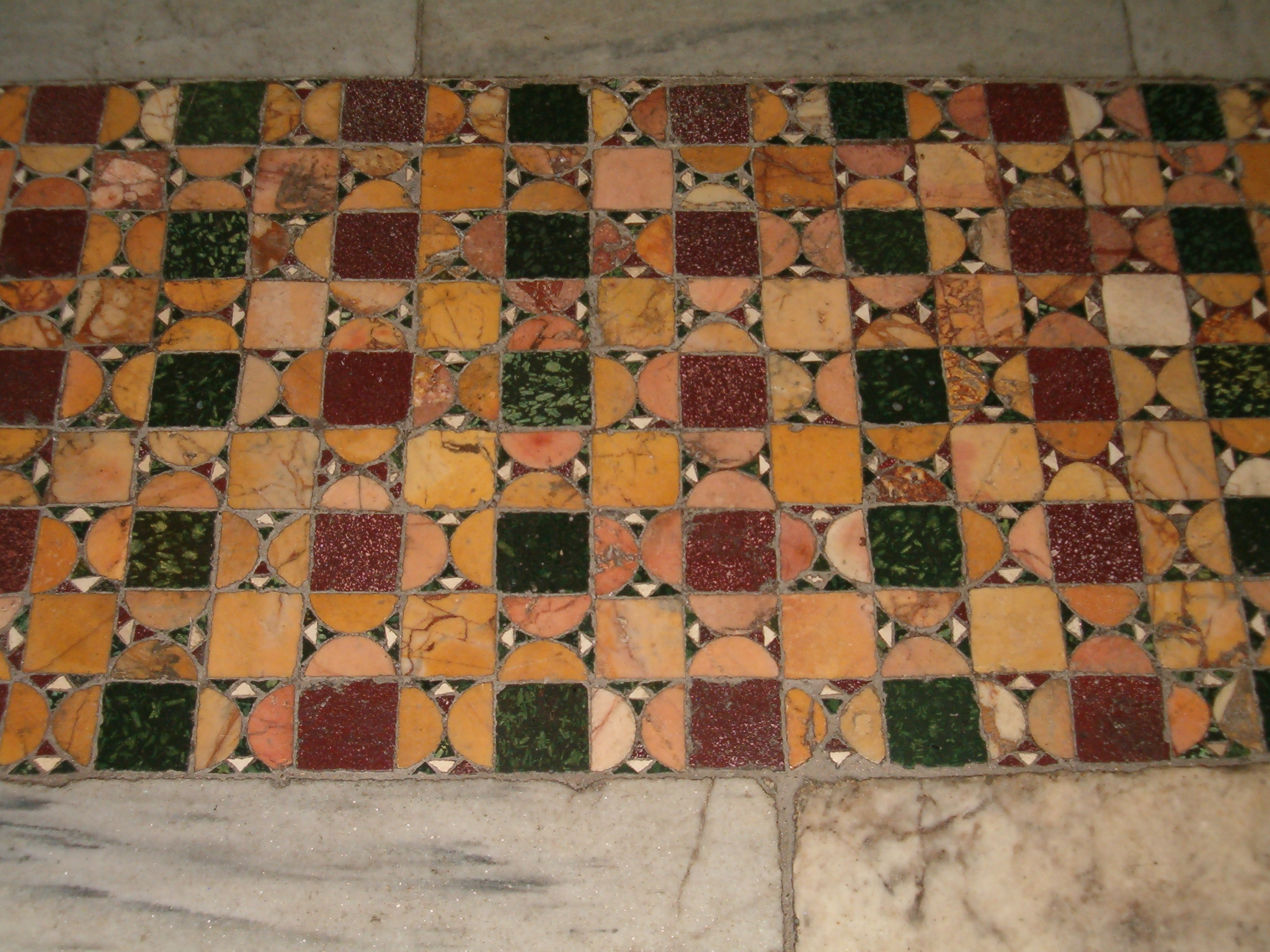

## La diaconia de Santa Mariain Cosmedin
La diaconia de Santa Maria in Cosmedin va ser constituïda pel Papa Esteve II a l'església que construïda al voltant del 600 pel Papa Gregori I al Temple de Fortuna. En l'antiguitat era també coneguda pel nom de Santa Maria en Schola Graeca. Al principi era només una petita església al barri dels comerciants, però més tard, el Papa Adrià I la transformà en una basílica. El 1432 el Papa Eugeni IV, que va donar a l'església als benedictins de Montecassino, per evitar conflictes entre els monjos i el diaca, va suprimir el títol. No obstant això, el Papa Lleó X el va readmetre el 1513.